# Фуцзянь Старджонс
«Фуцзянь Старджонс» (кит. трад. 福建SBS浔兴鲟, англ. Fujian SBS Xunxing Sturgeons) — китайский баскетбольный клуб, выступающий в Южном дивизионе Китайской баскетбольной ассоциации. Представляет город Цзиньцзян, провинция Фуцзянь, КНР. По спонсорским причинам также используется название «Фуцзянь SBS». Талисманом клуба является рыба — осётр.

## История
Дебют клуба в КБА состоялся в сезоне 2004-05, однако команда выступила неудачно, заняв последнее, 7-е место в Южном дивизионе и не попала в плей-офф. В следующем сезоне клуб финишировал пятым, однако в итоге не хватило одной победы для участия в плей-офф.

## Известные игроки
- Лю Юйдун
- Джелани Маккой
- Крис Портер
- Патрик О’Брайант
- Андре Эмметт
- Тайрон Уошингтон
- Дуэйн Джонс
- Мэтт Фреджи